# 사고장애
사고장애(thought disorder, TD)는 사고, 언어, 의사소통의 비정상을 반영하는 다면적 구성 개념이다. 사고 장애는 광범위한 사고 및 언어 문제를 포함하며, 사고 빈곤(poverty of ideas), 이상 논리(perverted logic)(비논리적 혹은 망상적 사고), 단어 샐러드(word salad), 망상, 탈선(derailment), 언어압박(pressured speech), 언어빈곤(poverty of speech), 사고이탈(tangentiality), 언어반복증(verbigeration), 사고 차단(thought blocking) 등이 있다. 사고 장애 가운데 가장 먼저 알려진 공식적으로 발표된 것 중 하나, 특히 오늘날 강박장애(OCD)라고 하는 것은 1691년 추기경 존 무어(John Moore)가 메리 2세(Mary II) 앞에서 한 "종교적 멜랑콜리(religious melancholy)"에 관한 연설이 있다.
사고 장애의 두 하위 유형으로는 내용-사고 장애(content-thought disorder)와 형식 사고 장애(formal thought disorder)가 있다. 내용-사고 장애는 복합적 파편 망상을 특성으로 하는 사고 혼란(thought disturbance)으로 정의된다. 형식 사고 장애는 사고의 형식(혹은 구조)의 분열을 말한다.
비조직 사고(disorganized thinking)로도 알려진 형식 사고 장애는 사고의 내용보다는 형식에 영향을 끼친다. 형식 사고 장애는 비조직적 언어(disorganized speech)를 야기하고, 조현병(schizophrenia) 등의 정신병 (기분장애, 치매, 조증, 신경계 질환 포함)의 주요 특성으로 인식된다. 환각이나 망상과는 달리, 형식 사고 장애는 관찰이 가능하며 객관적인 정신병 징후이다. 형식 사고 장애는 정신병의 흔한 핵심 증상 중 하나이며, 심각도의 지표이자 예후를 보여주는 것으로 간주된다. 형식 사고 장애는 인지신경과학, 신경언어학, 정신의학 영역에서 련구적 흥미를 불러온 일군의 인지적, 언어적, 정동적 혼란을 반영한다.
'schizophrenia'라는 이름을 명명한 오이겐 블로일러(Eugen Bleuler)는 사고 장애는 정의적 특성이라고 말하였다. 또한 음연상(clanging)이나 반향어(echolalia)와 같은 사고와 언어의 혼란은 뚜렛 증후군(Tourette syndrome)에서 나타날 수도 있으며, 기타 증상은 섬망(delirium)에서 발견될 수 있다. 이 두 집단 간에는 임상적 차이가 있다. 정신병 환자는 사고 장애의 인지나 이에 대한 우려를 덜 보이며. 다른 장애 환자는 명확하게 사고하지 못한다는 것을 알고 이를 걱정한다.

## 내용-사고장애
사고내용(thought content)은 사고의 주제 혹은 표현된 의견의 유형을 말한다. 정신건강 전문가들은 정상적인 사고 내용을 유의미한 비정상성(abnormality), 왜곡, 혹은 해로운 사고가 없는 것으로 정의한다. 정상적인 사고 내용은 현실과 병행하고, 상황에 적절하며, 유의미한 고통을 야기하거나 기능(functioning) 수행을 방해하지 않는다.
한 사람의 사고 내용을 평가할 때에는 반드시 그 사람의 문화적 배경을 고려해야 한다. 사고 내용의 비정상성은 문화마다 다르다. 특정 유형의 비정상적 사고 내용은 서로 다른 정신병의 특성이 될 수 있다.
장애가 발생한 사고 내용의 사례는 다음과 같다.
- 자살사고(Suicidal ideation) : 자신의 삶을 끝내려는 사고를 말한다.[22]
- 살해사고(Homicidal ideation) : 타인의 삶을 끝내려는 사고를 말한다.[22]
- 망상(Delusion) : 완전히 모순되는 증거가 있고 문화적 신념에서는 공유되지 않는 사고임에도 붙들고 있는 고착된 잘못된 신념을 말한다.[18][22]
- 편집사고(Paranoid ideation) : 자신이 괴롭힘을 당한다거나 박해를 받고 있다거나 불공평하게 대우받는다는 것에 대한 과도한 의심이나 믿음을 포함하지만 망상으로 볼 만큼 심각하지는 않은 사고를 말한다.[23]

- 몰두(Preoccupation) : 스트레스 유발자와 관련되고 부정적 정서와도 연관된 과도하고 고통스러운 사고를 말한다.[24]
- 강박장애(Obsessive–compulsive disorder) : 강박(obsession)으로서는 부적절하고 고통을 주거나 화나게 만드는 반복되는 침투적 사고(intrusive thought)를 말하고, 강박 행동(compulsive behavior)으로서는 침투적 사고를 제거하려는 시도로서 반복되는 행동을 하는 것을 말한다.[18][23]
- 주술적 사고(Magical thinking) : 행동과 사건 간의 인과 관계에 있어 보이는 잘못된 믿음을 말한다. 인과 법칙(laws of cause and effect)을 무시하는 방식으로, 한 개인의 사고, 단어, 행동이 결과를 일으킬 수 있거나 막을 수 있다는 착각을 말한다.[23]
- 과평가 사고(Overvalued ideas) : 망상 수준의 강도는 아니지만 확신을 가지고 지니는 잘못되거나 과장된 믿음을 말한다.
- 공포증(Phobias) : 대상이나 환경에 대하여 지속성을 띤 비합리적 공포를 말한다.[18]

- 사고빈곤(Poverty of ideas) : 표현하는 사고와 의견이 비정상적으로 적은 것을 말한다.[18]
- 사고 과잉(Overabundance of thought) : 표현하는 사고와 의견이 비정상적으로 많은 것을 말한다.[18]

## 형식 사고장애
사고과정(thought process)은 사고의 형식, 흐름, 일관성을 말한다. 이는 언어가 사용되면서 관점이 병행하는 방식이다. 정상적인 사고과정은 논리적이고 단선적이며 유의미하고 목적지향적으로, 타인이 이해할 수 있는 사고들을 합리적이고 연쇄적으로 이어준다. 사고과정은 개인이 생각하는 것 자체가 아니라 생각을 표현하는 방식이다.
형식 사고장애(Formal thought disorder, FTD)
혹은 비조직 언어(disorganized speech), 비조직 사고(disorganized thinking)는 논리적이고 단선적인 방식으로 자신의 사고를 표현할 수 없는 사고과정의 장애를 말한다. 비조직 언어의 가벼운 형태는 매우 흔하며, 제대로 된 의사소통을 못하게 할 정도오 심각한 정신병을 진단하는데 필요한 기준으로 간주된다. 비조직 언어는 정신병(psychosis) 증상의 핵심이며, 따라서 조현병, 조증, 주요 우울 장애, 섬망, 산후정신병(postpartum psychosis), 주요 신경인지 장애(major neurocognitive disorder), 물질 유도 정신병(substance induced psychosis) 등의 정신병을 일으킬 가능성이 있는 증상의 특성이 될 수 있다. 형식 사고장애는 일군의 인지적, 언어적, 정동적 혼란을 반영하며 인지신경과학, 신경언어학, 정신의학 분야로부터 연구 관심을 일으켜 왔다.
이 장애는 정적/부적 증상(positive and negative symptoms)과 객관적 증상(objective (rather than subjective) symptoms) 두 하위 유형으로 나뉜다. 정적 증상과 부적 증상의 척도에 관하여, 정적 형식 사고장애(positive formal thought disorder, posFTD)와 부적 형식 사고장애(negative formal thought disorder, negFTD)로 나뉜다. 정적 하위 유형으로는 언어압박, 사고이탈, 탈선, 비일관성(incoherence), 비논리성(illogicality)이 있다. 부적 하위 유형으로는 사고빈곤과 내용빈곤(poverty of content)이 있다. 이 두 집단은 정상적 언어 스펙트럼의 각각의 끝에 있다고 보았지만, 이후 연구에서는 이들 간에 상관성이 거의 없다고 밝혀졌다. 형식 사고장애의 포괄적 측정법으로는 사고 및 언어 장애 척도(Thought and Language Disorder (TALD) Scale)이 있다. 키들 형식 사고장애 평가 척도(Kiddie Formal Thought Disorder Rating Scale, K-FTDS)는 아동과 그들의 아동기에 형식 사고장애 발현 여부를 평가한다. 이는 매우 광범위하고 상당한 시간을 소비하지만 결과는 매우 상세하고 신뢰할 수 있다.
낸시 안드레아센(Nancy Andreasen)은 사고장애를 '사고-언어-의사소통 장애(thought-language-communication disorders, TLC disorders)'라고 부르는 것을 선호하였다. 형식 사고장애의 최대 일곱 가지 영역은 사고, 언어, 의사소통 척도(Thought, Language, Communication (TLC) Scale)에서 설명되어 왔지만, 2-3가지 영역을 차지하는 대부분의 격차가 함께 있다. 일부 사고, 언어, 의사소통 장애(TLC disorders)는 심각한 장애를 시사하고 첫 11가지 항목과 함께 나열되어 있다.

### 진단
정신병 진단에서 DSM-5는 (DSM-4도 포함) 형식 사고장애의 동의어로 '비조직 사고(언어)(disorganized thinking (speech))'라는 용어를 사용하였다. 형식 사고장애는 정확하게 정의하기 너무 어렵고 사고의 추론은 그 사람의 언어에서 얻을 수 있기 때문으로 보인다. 임상심리학자들은 내담자와 탐색적 대화를 열고 이들의 언어적 반응을 관찰함으로써 형식 사고장애인지를 평가한다.
형식 사고장애는 조현병 진단에 사용되기도 한다. 횡단면연구(cross-sectional study)들에서 조현병 환자의 27-80%가 형식 사고장애를 보인다. 이는 조현병의 각인적 특성으로 떠한 다른 정신질환에서도 널리 보인다. 분열정동장애(schizoaffective disorder) 환자의 최대 60%와 임상 우울 환자 53%는 형식 사고장애를 보이는데, 이는 조현병에만 형식 사고장애가 해당되는 것은 아님을 보여준다. 건강한 연구대상자의 약 6%는 가벼운 형식 사고장애를 보인다. 덜 심각한 형식 사고장애는 초기 단계(선구 단계)에서 발생하며 정신병 증상이 약화된 후에도 발생한다.
형식 사고장애는 특성은 장애들 사이에서 다양하다. 많은 연구들은 조증에서의 형식 사고장애는 무관침투(irrelevant intrusion, 무관한 정보나 지식이 의식이나 작업 과정에 침투하는 현상)와 단호한 결합사고(combinatory thinking)를 특성으로 하며, 조현병 환자에게는 농담과 경박함이 결여되어 있다. 조현병 환자의 형식 사고장애는 비조직(disorganization), 신조어 짓기(neologism), 유동사고(fluid thinking), 단어 검색에서의 문제로 인한 혼란을 특성으로 한다.
형식 사고장애의 장기적 코스에 대한 데이터는 제한적으로나마 있다. 2023년 수행된 가장 종합적인 종단적 연구(longitudinal study)는 조현병과 기타 정신질환의 사고장애 증상의 종단적 경과에서 보이는 차이를 발견하였다. 또한 이 연구는 사회적, 직장, 교육적 기능의 사전지수평가(pre-index assessment)와 형식 사고장애의 종단적 경과 간의 연관성을 발견하였다.

### 가능 원인
몇몇 이론은 형식 사고장애 원인을 설명하도록 발전해 왔다. 형식 사고장애가 의미 기억(semantic memory)을 경유한 신경인지(neurocognition)에 관련된다는 주장이 제기되어 왔다. 예를 들어 60초 내로 말할 수 있는 동물 이름의 수를 통해 측정하는 유창함(fluency)과 60초 내로 말할 수 있는 F로 시작하는 단어 수를 통해 측정하는 음운론적 유창함(phonological fluency) 사이의 차이를 통해 측정함으로써, 조현병 환자의 의미망(semantic network) 장애는 형식 사고장애의 심각도를 예측하는데, 이는 의미 프라이밍(semantic priming)을 통하여 언어 정보(verbal information)가 사용할 수 없다는 것들 시사한다. 다른 가설로는 작업 기억(working memory) 결함(대화 중에 말한 것에 대하여 혼란해 함)과 주의집중(attentional focus)이 있다.
조현병 환자의 형식 사고장애는 언어망(language network)의 구조적 기능적 비정상과 연관있다고 밝혀졌으며, 구조적 연구는 양측 회색질(gray matter) 결함을 발견하였다. 양측 하전두회(inferior frontal gyrus), 양측 하두정소엽(inferior parietal lobule), 양측 상측두회(superior temporal gyrus) 결함은 형식 사고장애와 관련 있다. 그러나 다른 연구에서는 형식 사고장애와 언어망의 구조적 이상 간의 연관성을 찾지 못하였으며, 언어망에 포함되지 않은 영역들이 사고 형식장애와 관련있다고 밝혀졌다. 향후 연구에서는 조현병 환자의 형식 사고장애와 언어망의 신경 비정상 간의 연관성 유무를 밝힐 필요가 있다.
신경전달물질(neurotransmitter) 기능
부전 역시 형식 사고장애를 일으키는 것으로 규명되었다. 연구들에서는 조현병 환자의 상측두회에서 보이는 글루타메이트 시냅스의 희박화(rarefaction)로 인한 글루타메이트(glutamate) 기능 부전이 정적 형식 사고장애의 주요 원인이라는 것을 밝혔다.
형식 사고장애의 유전성은 다수의 가족 연구와 쌍둥이 연구를 통하여 밝혀져 왔다. 영상유전학(imaging genetics) 연구는 기능자기공명영상법(functional MRI) 스캐닝동안 참가자들이 수행하는 의미 언어-유창 과업(semantic verbal-fluency task)을 이용, 글루타메이트 전달 관련 대립 유전자(allele)는 전형적인 언어 관련 뇌영역의 기능 변조에 기여한다는 것을 밝혔다. 그러나 형식 사고장애는 유전적으로 결정되는 것만이 아니다. 아동기에 부모가 보인 암시적 사고(allusive thinking)와 같은 환경적 영향은 물론, 아동 학대, 이민, 사회적 고립, 대마초 사용 등 조현병을 일으킬 환경적 위험 요소 역시 형식 사고장애의 병리성에 기여한다.
형식 사고장애의 기원은 사회 학습(social-learning) 관점에서 이론화되었다. 싱어(Margaret Thaler Singer)와 와인(L.C. Wynne)은 익숙한 의사소통 패턴은 형식 사고장애 발전의 형성에 주요한 역할을 한다고 말하였다. 기능부전적인 사회 상호작용은 세상에 대하여 아동이 단단하고 안정적인 심적 표상(mental representation)을 발달시키는데 필요한 기반을 무너뜨리고, 이로 인해 형식 사고장애 발달의 위험성이 커지게 되는 것이다.

### 치료
형식 사고장애 치료에는 항정신병제제(antipsychotic medication)가 사용되기도 한다. 많은 연구에서는 항정신병제제가 증후군이나 증상에 효과가 있다고 보고되지는 않았지만, 여섯 개의 연구에서는 형식 사고장애에는 항정신병제제 치료 효과가 있다고 보고하였다. 이러한 연구들과 임상 경험은 항정신병제제가 정적 혹은 부적 형식 사고장애 환자에게 효과적인 치료이기도 하지만 모든 환자가 이에 반응하는 것은 아님을 가리킨다.
또 다른 치료법으로는 인지행동치료(cognitive behavioral therapy, CBT)가 있지만, 그 효과는 제대로 연구되지 않았다. 정신병 치료용 CBT의 효과를 평가하는 대규모 무작위 대조 시험(randomised controlled trial)에서는 치료에 필요한 치료 동맹(therapeutic alliance)을 줄인다는 이유로 심각한 형식 사고장애 환자는 제외시키기도 한다. 그러나, 잠정적 증거를 통하여 형식 사고장애는 CBT의 효과를 방해하지 않는다는 것이 밝혀졌다. 커쳐(T. Kircher) 등은 다음의 방법이 형식 사고장애 환자에게 CBT로서 사용될 수 있다고 제시하였다.
- 구조화, 요약, 피드백 방법 훈련
- 환자가 전달하려는 핵심 이슈와 주요 감정을 반복하고 확실하게 하기
- 환자가 소통하려는 것을 확실하게 하도록 환자에게 부드럽게 독려하기
- 의사소통 목적을 확실하게 말하도록 환자에게 요청하기
- 환자에게 속도를 늦추고 하나의 포인트가 다른 포인트로 이어지는 방식을 설명하도록 요청하기
- 환자를 도와 여러 사고 간의 연관성을 확인하게 하기
- 사고장애에 연관된 주요 정동 확인하기
- 사고에 관한 문제를 정상화하기

## 같이 보기
- 꿈 발화
- 단어 샐러드
- 반향어
- 실어증
- 언어병리학
- 언어빈곤
- 언어압박
- 조현병
- 청각 정보 처리 장애
- 탈선